# Phalanger gymnotis
El cuscús de tierra (Phalanger gymnotis) es una especie de marsupial de la familia Phalangeridae, que habita en Nueva Guinea y las islas Aru entre los 200 y 2600 m de altitud.

## Descripción
Pesa entre 2,5 y 3 kg. Su cuerpo mide en promedio 44 cm y su cola 33 cm, aunque los ejemplares de las tierras bajas tienden a ser mayores que los de las tierras altas. Su pelo es corto y el pelambre denso, de color gris en la espalda y la cabeza y blanco en el vientre.
Con cola prensil y dedos adaptados para trepar prefiere vivir en los árboles aunque también puede buscar agua o alimentos en el suelo. De hábitos preferentemente nocturnos, también desarrolla actividades temprano en la mañana.
Se alimenta de hojas y frutas.